# Powiat de Węgrów
Le powiat de Węgrów (en polonais : powiat węgrowski) est un powiat (district) appartenant à la voïvodie de Mazovie dans le centre-est de la Pologne, créée en 1999 lors de la réforme administrative.
Elle est née le 1er janvier 1999, à la suite des réformes polonaises de gouvernement local passées en 1998. 
Son siège administratif et plus grande ville est Węgrów, qui se trouve à 73 kilomètres à l'est de Varsovie. La seule autre ville dans le comté est Łochów, située 26 kilomètres au nord-ouest de Węgrów. 
Le comté couvre une superficie de 1 219,18 kilomètres carrés. En 2006, sa population totale est de 67 823 habitants, avec une population de Węgrów de 12 606 habitants, celle de Łochów de 6 452 habitants, et une population rurale de 48 765 habitants.

## Le district
Il comprend 9 communes : 
| Gmina              | Type            | Superficie | Population | Siège     |
| Gmina de Łochów    | Urbain et rural | 195 km2    | 17 427     | Łochów    |
| Węgrów             | Urbain          | 35,5 km2   | 12 606     |           |
| Gmina de Liw       | Rural           | 169,6 km2  | 7 677      | Węgrów    |
| Gmina de Korytnica | Rural           | 180,5 km2  | 6 745      | Korytnica |
| Gmina de Sadowne   | Rural           | 144,7 km2  | 6 270      | Sadowne   |
| Gmina de Stoczek   | Rural           | 144,3 km2  | 5 267      | Stoczek   |
| Gmina de Grębków   | Rural           | 130,8 km2  | 4 629      | Grębków   |
| Gmina de Miedzna   | Rural           | 115,8 km2  | 4 102      | Miedzna   |
| Gmina de Wierzbno  | Rural           | 103,1 km2  | 3 100      | Wierzbno  |

## Démographie
Données du 30 juin 2005 :
| Description | Total  | Total | Femmes | Femmes | Hommes | Hommes |
| ----------- | ------ | ----- | ------ | ------ | ------ | ------ |
| Unité       | Nombre | %     | Nombre | %      | Nombre | %      |
| Population  | 68 105 | 100   | 34 223 | 50,25  | 33 882 | 49,75  |
| Urbain      | 18 979 | 27,87 | 9 767  | 14,34  | 9 212  | 13,53  |
| Rural       | 49 126 | 72,13 | 24 456 | 35,91  | 24 670 | 36,22  |

## Histoire
De 1975 à 1998, les différents gminy du powiat actuelle appartenaient administrativement à la Voïvodie de Siedlce.

La Powiat de Węgrów est créée le 1er janvier 1999, à la suite des réformes polonaises de gouvernement local passées en 1998 et est rattachée à la voïvodie de Mazovie.